# Степна скачаща мишка
Степните скачащи мишки (Sicista subtilis) са вид дребни бозайници от семейство Тушканчикови (Dipodidae).

## Разпространение
Разпространени са в степите на Евразия от Днестър до Об, както и в няколко по-малки изолирани области: Среднодунавската низина, Добруджа, горното течение на Енисей и Ангара. От територията на България са известни само два екземпляра, като последният е открит през 1954 година край Генерал Тошево.

## Описание
Дължината на тялото с главата при степните скачащи мишки достига 72 mm, а на опашката – до 92 mm. Обитават главно типични необработени степни местности. Активни са предимо, но не изключително, през нощта, а зимата прекарват в хибернация. Най-често се укриват в подземни тунели, прокопани от други гризачи.

## Хранене
Хранят се със семена на растения и с насекоми.

## Размножаване
Женските раждат веднъж годишно по 5 до 7 малки през май-юни.